# Miandoum
 Miandoum è un comune del Ciad situato nel dipartimento di La Nya, provincia del Logone Orientale.